# أسعد خوري
أسعد خوري (1953 - 1 مايو 2020) موسيقي سوري من مواليد مدينة دمشق.
ولد من أسرة تعشق الفن والموسيقى فوالده الموسيقي الكبير مهنا الخوري، تتلمذ أسعد على يده وهو في سن الخامسة وقد تعلم أصول الموسيقى والصولفيج والتاريخ الموسيقي والهارموني وبدأ العزف على آلة الكمان بالإضافة إلى انتسابه للمعهد العربي للموسيقى وتابع دراسته لمدة عشر سنوات كعازف بيانو على يد أشهر الأساتذة مثل (صونيا كربتيان /وانيس مومجيان).أسس فرقة موسيقية عام 1976 وأطلق عليها فرقة الربيع الموسيقية وقد ضمت كبار الموسيقيين في سوريا.
التحق بفرقة الإذاعة والتلفزيون عام 1968 واكتسب منها خبرة جديدة في الموسيقى الشرقية كعازف منفرد.
قام بقيادة بعض الفرق الموسيقية وله إنتاجات في التلحين والتأليف الموسيقي.

## نبذة عن حياته
انتسب إلى نقابة الفنانين في 7/5عام 1973، كما كان عضو جمعية المؤلفين والملحنين وناشري الموسيقى SACEM. ورئيس لجان الموسيقى لامتحانات القبول في نقابة الفنانين 1994/1999. وعضو نقابة الفنانين بصفة (رئيس فرقة موسيقية، مؤلف موسيقي، موزع، ملحن، عازف بيانو، أورغ، وأكورديون). وعضو لجنة استماع الأغاني والموسيقى في الإذاعة السورية. حاز على لقب أفضل موزع لعام 1998. وعلى براءة تقدير نقابة الفنانين بالميدالية الذهبية من نقابة الفنانين 3/85—7/85. وكان عضو لجنة تحكيم في مسابقات موسيقية.

## شهادات حاز عليها
- حاز على عدة شهادات تقديرية من خلال الأعمال التي قام بها (توزيع/ تلحين).
- شهادة تقدير بمناسبة العيد الفضي للحركة التصحيحية 1995.
- شهادة تقدير من اتحاد الإذاعات العربية (مهرجان الأغنية العربية التاسع 2001
- شهادة تقدير من تلفزيون mbc.
- شهادة تقدير من سفارة دولة الكويت في الجمهورية العربية السورية.
- شهادة تقدير من مهرجان الأغنية السورية الثاني.

## أعماله
الخاصة
- رحلة في بلاد الشام إنتاج أنطون سماحة
- رقصات شرقية إنتاج بيبلوس (موزار شاهين)
- أسعد خوري والأكورديون - إنتاج صوت النجوم
- موسيقى: نسمات الربيع - كرنفال - سنة حلوة - شمس الوطن - رحلة حب - رحلة العطاء - ضوء القمر - ميريان - إعادة توزيع النشيد السوري.

الموسيقا التصويرية
قام بتأليف الموسيقى التصويرية للمسلسلات والأفلام التالية:
- من المسلسلات: طقوس الحب والكراهية، قلوب في الميزان، هكذا يكون الحب، الشريك، رجل بلا جذور، قلوب في الميزان، هكذا يكون الحب، لا تقل فات الأوان، البطرني.
- ومن الأفلام: فيلم الوصية، الزهرة والبحر، الأرض والرجال.